# Jan Pronk
Johannes »Jan« Pieter Pronk, nizozemski politik in diplomat, * 16. marec 1940, Haag, Nizozemska. 
Med letoma 2004 in 2006 je bil posebni odposlanec in generalni sekretar ter vodja misije Združenih narodov v Sudanu.